# Jozef Jajcaj
Jozef Jajcaj (* 19. března 1923) je bývalý slovenský fotbalista, obránce.

## Fotbalová kariéra
V československé lize hrál za NV Bratislava, Ingstav Teplice, ČH Bratislava a Jednotu Trenčín. V československé lize nastoupil ve 158 utkáních a dal 4 góly. V Pohárů mistrů nastoupil ve 2 utkáních. Se Slovanem získal v letech 1949, 1950, 1951 a 1955 mistrovský titul.

## Ligová bilance
| Ročník                                     | Zápasy | Góly | Klub                  |
| ------------------------------------------ | ------ | ---- | --------------------- |
| Státní liga 1948                           | -      | 0    | ŠK Bratislava         |
| Celostátní československé mistrovství 1949 | -      | 0    | Sokol NV Bratislava   |
| Celostátní československé mistrovství 1950 | -      | 0    | Sokol NV Bratislava   |
| Mistrovství československé republiky 1951  | -      | 0    | Sokol NV Bratislava   |
| Mistrovství československé republiky 1952  | 22     | 0    | Ingstav Teplice       |
| Přebor československé republiky 1953       | -      | 0    | ČH Bratislava         |
| Přebor československé republiky 1954       | -      | 2    | Slovan Bratislava ÚNV |
| Přebor československé republiky 1955       | -      | 1    | Slovan Bratislava     |
| 1. československá fotbalová liga 1956      | -      | 1    | Slovan Bratislava     |
| 1. československá fotbalová liga 1957/58   | -      | 0    | Slovan Bratislava     |
| 1. československá fotbalová liga 1960/61   | -      | 0    | Jednota Trenčín       |
| LIGA CELKEM                                | 158    | 4    |                       |